# アニコム損害保険
アニコム損害保険株式会社（アニコムそんがいほけん、英語: Anicom Insurance, Inc.）は、日本の損害保険会社の一つ。アニコムホールディングス傘下の完全子会社となっており、現在はペット保険を専門に取り扱っている。

## 概要
日本初のペット保険専業の損害保険会社として知られていると共に、世界で初めて、ペット保険に人間に対する健康保険制度（公的医療保険制度）の発想を採り入れ、提携動物病院に於ける「窓口精算」の仕組みを構築したことでも知られている。
2000年（平成12年）12月に事業開始したペット共済「anicomどうぶつ健康保障共済制度（どうぶつ健保）」を運営する「動物健康促進クラブ（anicom）」が、改正保険業法の施行を受けて損害保険会社に転換することを決意、保険会社設立準備子会社の設立を経て、当社（アニコム損保）の損害保険事業開始へと至っている。
創業以来、共済時代も含めて「予防型の保険会社」を標榜してきている。

## 経営方針・マーク
社名の中の「アニコム」の由来については”アニコム ホールディングス～（社名・ロゴの由来）社名”を参照。

### 経営方針
現在は「飼い主の『涙』を減らし、『笑顔』を生みだす保険会社を目指す」ことを経営方針として掲げている。これについてアニコム損保は、ペットとして飼育しているどうぶつ（動物）の怪我や病気により保険金を受け取る飼い主は「涙」を流している状態にある。過去の保険金支払データの分析を通じ、アニコムグループをあげて病気・負傷の予防促進に取り組むことで、飼い主の「涙」を減らして「笑顔」をつくる”予防型の保険会社”を目指す、と説明している。
この「”予防型の保険会社”を目指す」という方向性は、アニコムグループを創業した2000年（平成12年）時点で既に定まっていた。

アニコムグループ創業者で現在はアニコム損保会長であり親会社・アニコムホールディングスの社長でもある小森伸昭は、起業前、東京海上火災保険（現・東京海上日動火災保険）に勤務していた頃、保険料の算定が保険会社に集積される膨大な事故・病気データが基礎になっていることを肌で感じ取る一方、東京海上勤務時代の途上での経済企画庁（現・内閣府）への出向経験から、膨大な事故・病気データが蓄積されているのであれば逆にそうしたものを予め契約者に提供することで契約者の側に於いて事故・病気のリスクからの回避行動に移させることが出来るのではないか、と当時保険業界では前例の無い”予防型の保険会社”をつくることを思い立つに至った。
とはいえ、小森によると、「予防」にも本格的に力を割けるようになったのは2015年（平成27年）頃からだ、という。

### シンボルマーク
4つのハート型をした「はっぱ」をほぼ十字状につなぎ合わせた形状となっているが（若干の湾曲有り）、左右の大きさはさほど変わらないのに対し、上下では下の「はっぱ」のほうが大きくなっている。カラーリングは、親会社であるアニコムホールディングスのシンボルマークと同様、”「命」をイメージする植物の芽の色”と説明されている「アニコムライトグリーン」が使用されている。
このシンボルマークについてアニコム損保は、ハート型としているのはアニコムグループの理念である「命」を連想させるものであり、そのハート型をした「はっぱ」を4枚つなぐことで分業協力する「命」の姿を表現する、と解説している。
この4枚のハート型をした「はっぱ」から成るシンボルマークは、アニコム損保の直接の前身である「アニコム インシュアランス プランニング（株）」の設立当年である2006年（平成18年）の4月に商標として出願、同年11月初旬に商標登録されている。

## 歴史

### 設立に至る経緯
2000年（平成12年）12月に事業開始したペット共済「anicomどうぶつ健康保障共済制度（どうぶつ健保）」の運営のため、同年4月に立ち上げられた「動物健康促進クラブ（anicom）」は、いわゆる“無認可共済”（根拠法のない共済）に該当する組合組織の一つとして認知されてきた。
しかし、2005年（平成17年）5月2日に公布され翌2006年（平成18年）4月1日に施行された改正保険業法により、前記「anicom」などの無認可共済は新たに「特定保険業者」としての届け出が求められると共に、当該改正法施行日の2年後〔2008年（平成20年）4月1日〕以降の新規の保険契約引受は禁止となり、その前日〔2008年（平成20年）3月末日〕までに保険業免許を取得するか、新設された「少額短期保険業者」として登録するか、廃業するかの何れかを選択するよう迫られるようになった。
こうした事態に対して「anicom」は保険業免許（損害保険業免許）の取得を目指すことを選択、そのための準備として前出改正保険業法施行の年の1月に設立した「アニコム インシュアランス プランニング株式会社」が、アニコム損保の直接の前身となっている。

### 沿革
ここでは、アニコム損保に関係するものについて記載する。ペット共済時代も含めての沿革については”アニコムホールディングス～沿革”を参照。
- 2001年（平成13年）7月 - ペット共済「anicomどうぶつ健康保障共済制度（どうぶつ健保）」を運営する組合組織「動物健康促進クラブ(anicom)」[注 2]に於いて、ペットショップ店頭取扱の幼齢ペットを対象とする共済商品（現在の「どうぶつ健保べいびぃ」の原型）の取扱を開始
- 2006年（平成18年）
  - 1月 - 「anicom」の共済関連事務を受託する「アニコム インターナショナル（株）〔現・アニコム ホールディングス（株）〕」の全額出資で保険会社設立準備子会社「アニコム インシュアランス プランニング（株）」を設立
  - 4月 - 「アニコム インターナショナル（株）」から、会社分割により、愛玩用家庭動物の医療費等の補償を行う事業（ペット保険事業）に係るシステムを含めた営業基盤を「アニコム インシュアランス プランニング（株）」に委譲
- 2007年（平成19年）12月26日 - 「アニコム インシュアランス プランニング（株）」から「アニコム損害保険（株）」に商号変更すると共に、金融庁より損害保険業免許取得[19][20]
- 2008年（平成20年）
  - 1月 - ペット保険「どうぶつ健保」販売開始（但し保険責任開始日は同年4月1日）
  - 4月 - ペット保険 ｢どうぶつ健保｣ 補償開始《補償（支払）割合「50%」、対象動物「犬・猫・鳥・うさぎ・フェレット」（以上、”「どうぶつ健保」ふぁみりぃ”の場合）[21]》。提携動物病院に於ける窓口精算で使用するカードサイズの「診療記録簿」の発行を開始[22]。
  - 9月末 - 「どうぶつ健保」契約件数が10万件を突破[23]
- 2009年（平成21年）
  - 1月9日 - 公式Webサイト上からの加入受付（オンライン加入サービス）を開始[24]
  - 1月15日 - ソニー損害保険との業務提携（代理店契約）を発表。同月19日よりソニー損保を通じての販売を開始[25]
- 2010年（平成22年）
  - 3月 - 親会社のアニコム ホールディングスが東京証券取引所マザーズ市場へ上場
  - 6月30日 - 「どうぶつ健保」保有契約件数が30万件を突破[26]
  - 10月1日 - 「どうぶつ健保ふぁみりぃ」商品内容改定〔補償割合により複数のプラン（90%・70%・50%）を用意、入院と通院の支払日数上限および契約更新年齢上限の撤廃〕。「診療記録簿」カードの名称を「どうぶつ健康保険証」に変更[27]
- 2011年（平成23年）8月 - スマートフォンによる「どうぶつ健保」オンライン加入サービス開始[28]
- 2012年（平成24年）
  - 7月10日 - 火災保険および地震保険の販売認可が下りる[29]
  - 8月1日 - 「どうぶつ健保」全種にて補償割合90%のプランの取扱を停止[30]
- 2013年（平成25年）8月29日 - 厚生労働省より「子育てサポート企業」の認定を受ける（「くるみんマーク」取得）[31]
- 2014年（平成26年）
  - 3月末 - 「どうぶつ健保」保有契約件数が50万件を突破[32]
  - 4月1日 - 「どうぶつ健保ふぁみりぃ」商品内容改定（新規契約対象年齢の上限引き下げ、「マイクロチップ割引」廃止）[33]
  - 6月 - 親会社のアニコム ホールディングスが東京証券取引所本則市場第一部へ市場変更（昇格）
  - 11月1日 - 「どうぶつ健保ふぁみりぃ」商品内容改定（以後の新規契約に於ける入院と通院の支払日数上限再設定、鳥・うさぎ・フェレットの新規引受停止、保険料設定に於ける健康割増引制度の導入）[34][35]
- 2015年（平成27年）
  - 2月 - 「どうぶつ健保はっぴぃ」販売開始（当初引受対象「鳥・うさぎ・フェレット」）[36]
  - 2月4日 - 入院・手術の補償に特化したペット保険の販売認可下りる[37]
  - 10月 - 本社を新宿区西新宿へ移転
- 2016年（平成28年）
  - 8月 - 「どうぶつ健保」保有契約件数が60万件を突破[38]
  - 11月1日 - 「どうぶつ健保はっぴぃ」引受対象に「モモンガ・リス・ハムスター・ネズミ・モルモット・ハリネズミ・カメ・トカゲ」を追加[39]
- 2017年（平成29年）
  - 5月17日 - 「LINE」を利用した保険金直接請求受付開始[40]
  - 6月13日 - 「LINE」による「どうぶつホットライン」（獣医師相談サービス）開始[41]
  - 8月1日 - 「どうぶつ健保ふぁみりぃ」で鳥・うさぎ・フェレットの新規引受を再開（インターネット限定）[42]
  - 10月2日 - 入院・手術補償特化型商品「どうぶつ健保ぷち」販売開始[43]
- 2018年（平成30年）
  - 4月23日 - 「どうぶつ健保ふぁみりぃ」で鳥・うさぎ・フェレットの新規引受を郵送扱いでも再開すると発表《保険契約の始期「2018年7月1日以降」》[44]
  - 5月9日 - 「ペット探偵による迷子捜索サービス」提供開始[45]
- 2019年（平成31年～令和元年）
  - 9月17日 - 高齢ペット向け保険「どうぶつ健保しにあ」販売開始[46]

## 保険について

### 特徴（保険金請求）
アニコム損保に於ける保険金請求方法として、ペット保険を取り扱う保険会社に於いて一般的な請求方法とされている「直接（後日）請求」も用意されているが、これに加えて、アニコム損保と提携する動物病院（「対応動物病院」と呼称される）に於いては、原則として、保険証券と併せて発行されるカード型の「どうぶつ健康保険証」を窓口に提示することで、加入プランに応じた補償割合を差し引いた金額の支払いで会計を済ませることが出来る「窓口精算（レセプト請求）」の仕組みも整えられている《一部保険商品（後記）を除く》。
この「窓口精算」の仕組みは、アニコム損保が設立される以前の、2000年（平成12年）12月に事業開始したペット共済「anicomどうぶつ健康保障共済制度（どうぶつ健保）」の頃から存在した《そのペット共済「どうぶつ健保」時代には、保険証券を提携動物病院の窓口にそのまま持参することで「窓口精算」を受けることが出来た》。

アニコムグループ創業者・小森伸昭が起業以前、東京海上（のちの「東京海上日動」）に勤務していた頃、経済企画庁（現・内閣府）への出向や、親族（弟）が開業した動物病院の手伝いなどを通じて、人間に対する健康保険制度（公的医療保険制度）の仕組みのペット（愛玩動物）への応用を思いつき、やがて実際の「窓口精算」の仕組み実現に至った。
「対応動物病院」の数は2019年3月末時点で6,417施設となっている。これは全国に存在する、個人開業による動物病院（産業動物を除く小動物・その他向け）の9割程度に相当する数だという。

### 取扱商品
新規契約時に於いては、愛玩用として飼育しているどうぶつ（動物）の種類などに応じて、以下の6商品が設定されている《2019年9月末時点》。なお、商品名の横に”◎”が付されているものは、アニコム損保としての保険責任を開始した2008年（平成20年）4月以来取り扱われている保険商品である《補償内容の変遷については、ここでは考慮しない》。
どうぶつ健保ふぁみりぃ◎
現在は犬・猫・鳥・うさぎ・フェレットを対象としており、入院、通院および手術をカバーする。補償（支払）割合で70%と50%の2通りのプランを用意。「どうぶつ健保」に於ける標準的な商品。
どうぶつ健保ぷち
犬と猫を対象とする、入院・手術の補償に特化した商品。補償（支払）割合は70%。前記「窓口精算」および”「LINE」による直接請求”の対象外。
どうぶつ健保べいびぃ◎
満0歳（満1歳未満）の犬と猫が対象。前出「ふぁみりぃ」と同様に入院、通院および手術をカバーするが、補償（支払）割合について、最初の1ヶ月間は全額補償となっており、2ヶ月目以降は前出「ふぁみりぃ」と同様の補償内容となる。更に最初の1ヶ月間に限り、通常ならば補償対象外となる時間外診療費および往診料も補償の対象となる。ペットショップ等動物取扱業者に於いてのみ取扱。
どうぶつ健保すまいる（すまいるべいびぃ・すまいるふぁみりぃ）◎
前出「べいびぃ」と同じく満0歳（満1歳未満）の犬と猫が対象。保険期間1ヶ月の「すまいるべいびぃ」と同1年の「すまいるふぁみりぃ」の2商品から成り、ペットショップ等動物取扱業者が契約者となって対象動物を譲受した者（つまり対象動物の飼い主となる者）に「すまいるべいびぃ」を無償提供することが前提となっている。対象動物譲受者は「すまいるべいびぃ」保険期間の満期を迎えるまでの間に引き続き保険契約を申し込むことで保険期間1年の「すまいるふぁみりぃ」に移行することが出来る。補償内容は、「すまいるべいびぃ」は前出「べいびぃ」の最初の1ヶ月間の補償内容と、「すまいるふぁみりぃ」は前出「ふぁみりぃ」と、それぞれ同様となっている。
どうぶつ健保しにあ
満8歳以上の犬と猫が対象。前出「ぷち」と同様、入院・手術の補償に特化した商品となっている。保険金請求に於いて”「LINE」による直接請求”の対象外とされている点では「ぷち」と共通しているが、アニコム損保への直接請求に限定している「ぷち」とは対照的に、提携動物病院に於ける窓口精算に限定されている。また、補償内容については前出「ふぁみりぃ」に於ける入院および手術のそれと同一となっている。
どうぶつ健保はっぴぃ
満1歳11ヶ月まで（満2歳未満）の「鳥、ウサギ、フェレット、モモンガ、リス、ハムスター、ネズミ、モルモット、ハリネズミ、爬虫類（カメ・トカゲ）」が対象。補償内容は前出「ふぁみりぃ」と同様となっているが、前出「ふぁみりぃ」では規定されている、保険金請求に於ける「30日間の待機期間」（後記）は当該商品では規定されていない。また、保険期間のうちの最初の1ヶ月間は、前出「べいびぃ」と同様、通常ならば補償対象外となる時間外診療費および往診料も補償の対象となる。ペットショップ等動物取扱業者に於いてのみ取扱。
加入年齢の上限については、契約時点に於いて、犬と猫は「満7歳11ヶ月」、鳥・ウサギ・フェレットは「満3歳11ヶ月」〔以上「どうぶつ健保ふぁみりぃ」の場合〕、モモンガ・リス・ハムスター・ネズミ・モルモット・ハリネズミ及び爬虫類（カメ・トカゲ）は「満1歳11ヶ月」〔「どうぶつ健保はっぴぃ」のみ〕と規定されている。ただ、満8歳以上の犬と猫を保険対象としている「どうぶつ健保しにあ」については、加入年齢の上限を設けていない。

#### 保険期間、および継続契約のこと
上記現行取扱6商品の保険期間について、「すまいる」を除く5商品は1年間で、「すまいる」は実質合計で1年1ヶ月間（「すまいるべいびぃ」が1ヶ月間で、それに続く「すまいるふぁみりぃ」が1年間）となっている。何れの保険商品とも満期を迎えると、特に契約者から解約の申し出が為されない限り、更に1年間の継続契約が自動的に締結され、それ以後も1年ごとに契約更新が為される形となっている。
2年目以降の継続（更新）契約分に於いては、入院・手術特化型の「どうぶつ健保ぷち」および「しにあ」については同じくそれぞれ「ぷち」と「しにあ」で継続契約することになるが、それ以外の保険商品については、被保険者たる動物の種に関係なく「どうぶつ健保ふぁみりぃ」での継続契約となる。

但し「しにあ」に限っては、アニコム損保契約者向けサービスの一つとして用意されている「どうぶつ健活」の中で実施されている腸内フローラ測定の結果が良好と判定された場合、2年目以降の継続契約時に於いて「ふぁみりぃ」（入院・手術補償に加えて通院補償も有り）に移行出来る仕組みが整えられている。
なお、継続契約分については、後記の「30日間の待機期間」は規定されていない。

#### 「ふぁみりぃ」・「ぷち」・「しにあ」共通事項（新規契約時）
「どうぶつ健保ふぁみりぃ」・「ぷち」・「しにあ」の3商品は何れも、代理店店頭は勿論のこと、インターネット（オンライン）上からの契約申込みにも対応する保険商品となっている一方で、これら2商品の新規契約（初年度契約）について、契約申込時に於いては告知義務が課せられているほか、保険契約の始期（保険責任開始日）以後に於いては「30日間の待機期間」が規定されている。これは、保険責任開始日から30日間、病気による入院・手術・通院は補償されないというものである。

## 事件・不祥事

### ペット保険金詐欺事件
2013年（平成25年）11月20日、滋賀県草津市新浜町に所在する動物病院「クラーク動物病院」の院長を務める獣医師が、2011年（平成23年）4月21日に右前足を脱臼した犬を診察した際、その時点では診察しなかったことにして飼い主にアニコム損保のペット保険に加入させ、負傷時期を保険加入後とするウソの診療明細書を飼い主を通じてアニコム損保に提出、同年5月下旬に入院・手術費など合わせて37万2千円を騙し取ったとして、詐欺容疑で逮捕された。
警察のその後の調べでこの獣医師は、2010年（平成22年）11月から2011年（平成23年）6月にかけて、当該保険金詐取事例を初めとして、同様の手口で飼い主計3人分のペット保険の保険金あわせて約82万5千円を騙し取った、としている。
逮捕後の取り調べに対し獣医師は容疑を否認していたが、逮捕から約4ヶ月後の2014年（平成26年）3月10日、大津地方裁判所は当該獣医師に対し、「悪質な犯行だが示談が成立している」として懲役2年・執行猶予4年の判決を言い渡している。
当該事件は、ペット保険に関する詐欺事件の全国初の摘発例となった。そのせいなのか、当該事件が報道された翌日以降にはワイドショー等でも続々ととり上げられたという。また、当該事件の発生をペット保険が人間の保険と同じような存在感を帯び始めた証左と指摘するメディアも一部存在する。
当該事件をきっかけにアニコム損保では提携する動物病院（対応動物病院）に対して不正の有無をチェックするための部署を新設、そこでは全国の対応動物病院の中から無作為に抽出、診断書データから罹患時期や通院歴などに不審な点が無いかどうかを調べているという。

### アニコム損保の不祥事

#### 個人情報紛失
2008年（平成20年）9月4日にアニコム損保代理店がアニコム損保宛に顧客10名分の保険契約書類を封入した荷物を発送するも、8日経過した9月12日になっても届かなかったことから、配送依頼した大手運送業者に2度にわたって調査を依頼したところ、集荷記録が残っておらず、また運送業者の事務所内などでも見つからなかったことから紛失した可能性が高いとの旨の回答があったことが明らかとなった。この荷物に封入されていた書類には顧客10名分の氏名やクレジットカード番号（一部伏せ字）、保険証券番号などが記載されていたとのことで、該当する顧客に対しては事情説明などを行っていると説明した。
また、2012年（平成24年）5月14日には、アニコム損保とそのペットショップ代理店165店舗で併せて1524件分の保険契約申込書類が所在不明となり、調べたところ、その大半が誤って廃棄してしまっていたことが判明したことを発表した。これらの書類には契約者の住所・氏名・電話番号・メールアドレスなどが記載されていたものの、クレジットカード番号や口座番号の類については記載されていないとのことだった。該当する顧客に対しては文書にて謝罪と事情説明を行うとした。

#### 社員による非行
2011年（平成23年）9月10日、同年8月にアニコム損保の社員が電車車内の網棚に上って寝そべり、その様子を自撮りしてSNSの「mixi」に投稿して友人たちと共有していた、と発表、謝罪すると共に当該社員らを処分した、と説明した。この非行発覚から約2年後の2013年（平成25年）9月にTwitter上に於いて非行当時の写真画像が掲載されていたのを発見したとしているが、アニコム損保の社員が投稿したか否かまでは確認できなかった、としている。

## 広告活動
- アニコム損保の設立当年である2008年（平成20年）、その直接の前身「アニコム インシュアランス プランニング」の設立当年・2006年（平成18年）にフジテレビ系列で放映された実写（ドラマ）版『ちびまる子ちゃん』で主役（まる子役）を演じた森迫永依をアニコム損保イメージキャラクターとして起用していた[80][81]
- 2016年（平成28年）3月1日から同月15日までの15日間、「アニコムトレイン」と銘打っての、JR山手線を走る電車（E231系500番台）1編成分を丸ごと借り切る「山手線ジャック（ADトレイン）」を実施。これはアニコム損保が主催する「第2回 どうぶつフォトコンテスト」の入賞作品発表を兼ねたもので、応募作品総数6,721点から選ばれた入賞作品696点を1編成11両にわたって車両内外に展示していた。なお、同月5・12両日はメンテナンスにより運休となったことから、実際の運転日数は通算13日間となった[82][83][84][85][注 12]

## その他
本社や各支社のオフィス内にライブカメラ（ウェブカメラ）が設置され、平日の9時から18時まで自社サイトにアクセスすると、オフィス内の光景を見ることができる。
また、本社エントランスの壁はガラスになっており、ガラスの向こうに執務しているオフィス内の光景を見ることができる。